# バルバヤーダ
バルバヤーダ（Barbajada、イタリア語：Barbagliata）は、19世紀から20世紀初頭にかけて人気のあったミラノの泡立てた甘い飲み物である。

## 概要
均等の割合のチョコレート、ミルク、コーヒーを泡立て、適量の砂糖を入れて作る。上にクリームをトッピングするときもある。夏はホットで、冬は冷やしたものが提供され、多くの場合、パネットーネなどのミラノのデザートと合わせて飲まれていた。
レシピはドメニコ・バルバイヤが創作したものと言われており、バルバヤーダという名称は彼の名前に由来している。バルバイヤは、当時カフェでウェイターとして勤めていたが、バルバヤーダの成功によって富を得て、スカラ座広場の一等地に立つカフェのオーナーかつ劇場のインプレサリオとなった。

### 文献
- Eisenbeiss, Philip (2013), Bel Canto Bully: The Life of the Legendary Opera Impresario Domenico Barbaja. London: Haus Publishing, 2013 ISBN 1908323256 ISBN 978-1-908323-25-5